# محمود شوكت
محمود شوكت عقل مصلح (مواليد 20 مايو 1995) هو لاعب كرة قدم أردني محترف، يلعب في خط الوسط.

## مسيرة اللاعب
لعب سابقاً في الفئات السنية في نادي الوحدات و لعب بعدها مع النادي الأهلي ونادي شباب العقبة و احترف في نادي النجوم السعودي.

## روابط خارجية
- محمود شوكت على موقع قاعدة بيانات كرة القدم.إي يو (الإنجليزية)
- محمود شوكت على موقع Soccerway.com (الإنجليزية)